# Volta da Juventude da Colômbia
A Volta da Juventude da Colômbia (localmente conhecida como Vuelta de la Juventud e também denominada como Vuelta a Colombia Sub-23 entre os anos 2006 a 2010), é uma concorrência de ciclismo de estrada que se realiza na Colômbia com corredores de categoria Sub-23. A primeira edição correu-se em 1968, e tem sido vencida por ciclistas com destacada actuação a nível nacional e internacional como Rafael Antonio Niño, Fabio Parra, Oliverio Rincón, Marlon Pérez, Mauricio Soler, Fabio Duarte, Sergio Henao, Carlos Betancur, Miguel Ángel López e o equatoriano Richard Carapaz.

## Palmarés

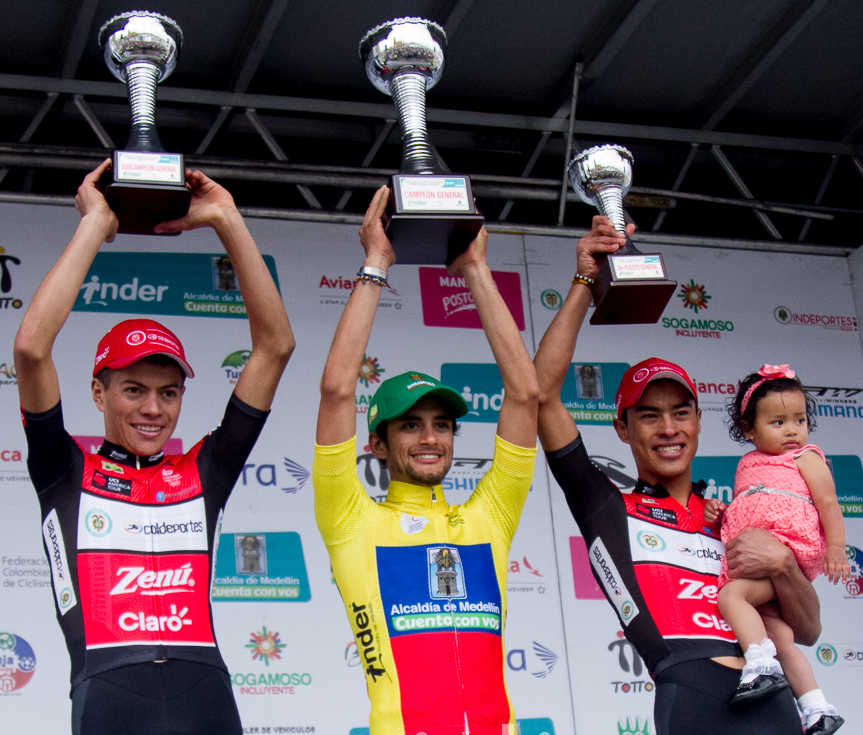
Pódio da Volta da Juventude da Colômbia de 2017

| Ano  | Ganhador                 | Segundo               | Terceiro              |
| ---- | ------------------------ | --------------------- | --------------------- |
| 1968 | Manuel Puerto            | Augusto Estrada       | Luis Reategui         |
| 1969 | Alberto Duarte           | Ramiro Tangarife      | Carlos Sapata         |
| 1970 | Rafael Antonio Menino    | Pedro Rodas           | Juan de Deus Morais   |
| 1971 | Jorge Correia            | Wilfredo Insuasty     | Carlos Campaña        |
| 1972 | Efraín Polido            | Deserto               | Guillermo Mejía       |
| 1973 | Guillermo León Mejía     | Hugo Hernández        | José Vargas           |
| 1974 | Julio Alberto Rubiano    | Hugo Hernández        | Segundo Gomajoa       |
| 1975 | Manuel Ignacio Gutiérrez | Juan Pachón           | José López            |
| 1976 | Faustino Cristancho      | Rafael Acevedo        | Jorge Figueroa        |
| 1977 | Orlando Figueroa         | William Cañon         | Rafael Acevedo        |
| 1978 | Rafael Tolosa            | Fabio Parra           | Fabio Casas           |
| 1979 | Fabio Parra              | Carlos Gutiérrez      | Héctor Orozco         |
| 1980 | Martín Ramírez           | Samuel Cabrera        | Israel Corredor       |
| 1981 | Gerardo Moncada          | Omar Hernández        | Marco León            |
| 1982 | Néstor Mora              | Nilton Ortiz          | José Vicente Díaz     |
| 1983 | Eduardo Acevedo          | Álvaro Lozano         | Abelardo Rondón       |
| 1984 | Juan Carlos Castillo     | Henry Cárdenas        | Luis Alberto González |
| 1985 | William Palacio          | Luis Alberto González | Alberto Camargo       |
| 1986 | José Vicente Díaz        | Josué López           | Héctor Castaño        |
| 1987 | Josué López              | Martín Farfán         | Luis Saavedra         |
| 1988 | Álvaro Mejía             | Oliverio Rincón       | Hernán Buenahora      |
| 1989 | Oliverio Rincón          | Augusto Triana        | Jairo Obando          |
| 1990 | Édgar Humberto Ruiz      | Rúber Albeiro Marín   | José Ibáñez           |
| 1991 | Omar Trompa              | Argiro Sapata         | Juan Carlos Vargas    |
| 1992 | Raúl Montanha            | Argiro Sapata         | Juan Diego Ramírez    |
| 1993 | Jairo Hernández          | Freddy Moncada        | Ramón García          |
| 1994 | Freddy Moncada           | Giovanny Huertas      | Carlos Contreras      |
| 1995 | Iván Parra               | Hernán Darío Bonilla  | César Goyeneche       |
| 1996 | Víctor Hugo Peña         | Oved Yesid Ramírez    | César Goyeneche       |
| 1997 | Iván Parra               | Marlon Pérez          | Daniel Rincão         |
| 1998 | Marlon Pérez             | Luis Orán Castañeda   | Edilberto Suárez      |
| 1999 | Mauricio Ardila          | Luis Orán Castañeda   | Alexánder Giraldo     |
| 2000 | Mauricio Ardila          | Mauricio Ortega       | Javier González       |
| 2001 | Luis Felipe Laverde      | Mauricio Henao        | Giovanny Chacón       |
| 2002 | Alejandro Ramírez        | Mauricio Soler        | Wilson Cepeda         |
| 2003 | Juan Carlos López        | Alejandro Ramírez     | Mauricio Soler        |
| 2004 | Mauricio Soler           | Rafael Infantino      | Julián Rodas          |
| 2005 | Fabio Duarte             | Edwin Parra           | Arley Montoya         |
| 2006 | Fabio Duarte             | Alejandro Serna       | Edwin Parra           |
| 2007 | Óscar Sánchez            | Juan Pablo Villegas   | Wilson Grisales       |
| 2008 | Sergio Henao             | Fabio Duarte          | Cayetano Sarmiento    |
| 2009 | Carlos Betancur          | Edison Mahecha        | Ramiro Rincão         |
| 2010 | Javier Gómez             | Edward Beltrán        | Daniel Jaramillo      |
| 2011 | Daniel Jaramillo         | Michael Rodríguez     | Ronald Gómez          |
| 2012 | Ronald Gómez             | James Jaramillo       | Sebastián Henao       |
| 2013 | César Villegas           | Daniel Jaramillo      | Sebastián Henao       |
| 2014 | Miguel Ángel López       | Brayan Ramírez        | Hernando Bohórquez    |
| 2015 | Richard Carapaz          | Aldemar Reis          | Jhonatan Restrepo     |
| 2016 | Diego Cano               | Cristian Camilo Muñoz | Hernán Aguirre        |
| 2017 | Sergio Martínez          | Cristian Camilo Muñoz | Germán Chaves         |
| 2018 | Luis Fernando Jiménez    | Alejandro Osorio      | Cristian Camilo Muñoz |
| 2019 | Jesús David Peña         | Adrián Bustamante     | Andrés Camilo Ardila  |

## Palmarés por países
| País     | Vitórias |
| -------- | -------- |
| Colômbia | 50       |
| Equador  | 1        |

## Posteriores ganhadores da Volta a Colômbia
Um total de quatro ganhadores da Volta da Juventude ganharam também a Volta à Colômbia
| Corredor            | Volta da Juventude | Volta à Colômbia                   |
| ------------------- | ------------------ | ---------------------------------- |
| Rafael Antonio Niño | 1970               | 1970, 1973, 1975, 1977, 1978, 1980 |
| Fabio Parra         | 1979               | 1981, 1992                         |
| Oliverio Rincão     | 1989               | 1989                               |
| Sergio Luis Henao   | 2008               | 2010                               |
| Fabio Duarte        | 2005, 2006         | 2019                               |